# Márcio Amoroso
Márcio Amoroso (født 5. juli 1974) er en brasiliansk fodboldspiller.

## Brasiliens fodboldlandshold
| Brasiliens landshold | Brasiliens landshold | Brasiliens landshold |
| År                   | Kmp                  | Mål                  |
| -------------------- | -------------------- | -------------------- |
| 1995                 | 1                    | 0                    |
| 1996                 | 0                    | 0                    |
| 1997                 | 0                    | 0                    |
| 1998                 | 1                    | 2                    |
| 1999                 | 10                   | 7                    |
| 2000                 | 3                    | 0                    |
| 2001                 | 0                    | 0                    |
| 2002                 | 1                    | 0                    |
| 2003                 | 3                    | 0                    |
| Total                | 19                   | 9                    |